# Stemmatophalera sjoestedti
Stemmatophalera sjoestedti är en fjärilsart som beskrevs av Aurivillius 1910. Stemmatophalera sjoestedti ingår i släktet Stemmatophalera och familjen tandspinnare. Inga underarter finns listade i Catalogue of Life.